# Musée du Ponišavlje à Pirot
Le musée du Ponišavlje à Pirot (en serbe cyrillique : Народни музеј Топлице у Прокупљу ; en serbe latin : Narodni muzej Toplice u Prokuplju) est un musée situé à Pirot, dans le district de Pirot, en Serbie. Il a été créé en 1947.

## Bâtiment

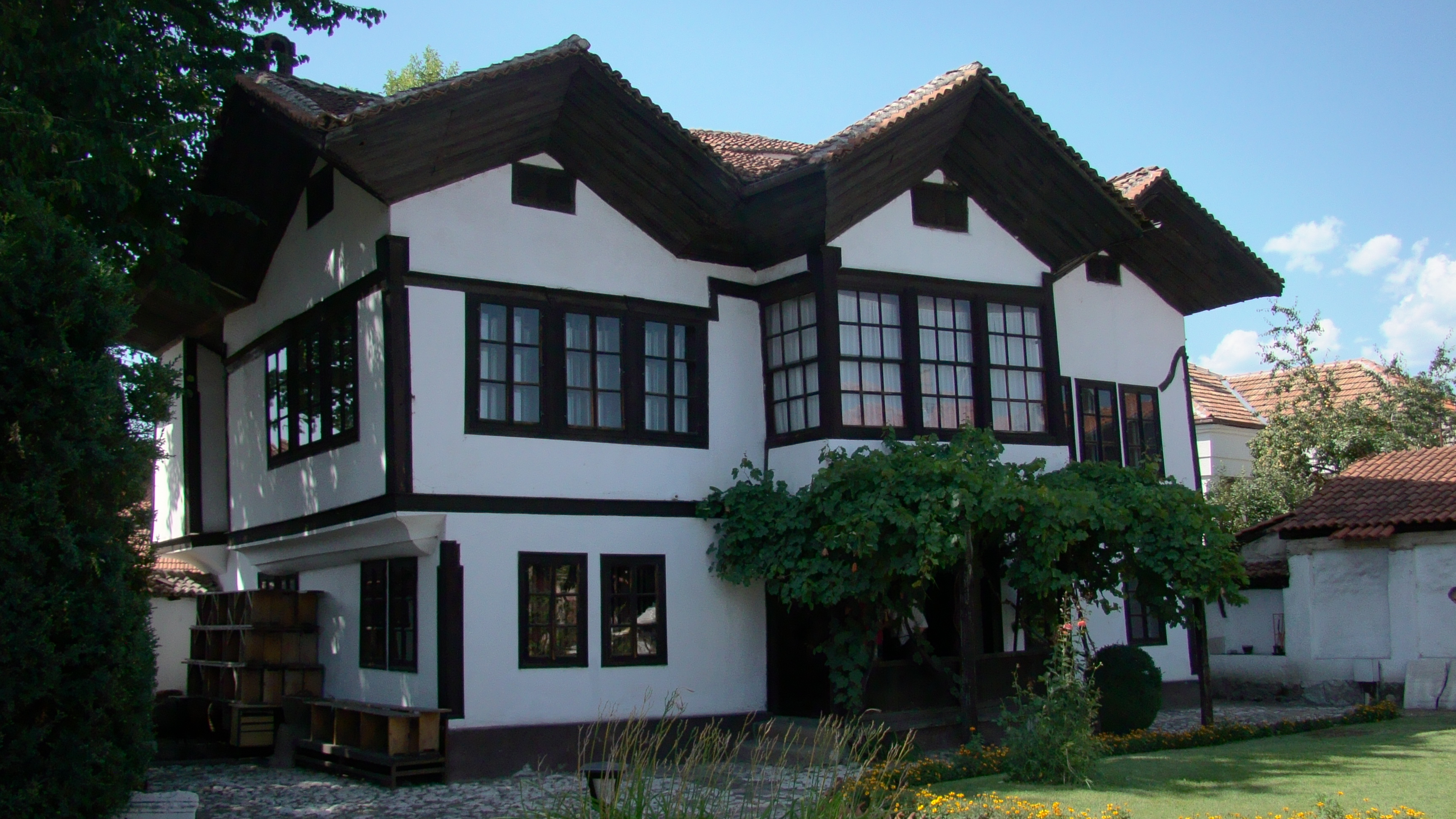
Autre vue du musée.

Le bâtiment du musée est inscrit sur la liste des monuments culturels de la république de Serbie (identifiant no SK 295),,.
Si l'on en croit une inscription gravée à l'étage, il a été construit de 1846 à 1848 pour le riche marchand de Pirot Hrista Jovanović, surnommé Mali Rista, et sa famille, dans l'intention de montrer à la haute société de la ville l'importance de son statut et de s'adapter aux caractéristiques orientales de cette époque marquée par la domination ottomane ; au moment de sa construction, même les Turcs les plus riches de Pirot n'avaient pas les moyens de se faire édifier une maison aussi luxueuse,. En revanche, on ignore tout des maîtres bâtisseurs qui ont travaillé à l'édification de la maison. Sur le plan architectural, elle est caractéristique du style balkanique.
De plan irrégulier, la maison est constituée d'un sous-sol en pierre qui s'étend sous une partie de l'édifice, d'un rez-de-chaussée et d'un étage. À l'exception d'un mur en pierre situé face à la rue, le rez-de-chaussée est construit selon la technique des colombages avec un remplissage en briques, tandis que l'étage est construit selon la même technique avec un remplissage de boue et de paille mêlées,. Le toit, de structure complexe, est doté de pignons avec des avant-toits richement ourlés ; le toit est recouvert de tuiles.
À l'intérieur, le rez-de-chaussée s'organise autour d'un couloir central qui desservait les pièces nécessaires au fonctionnement quotidien de la maison au XIXe siècle,. L'étage, quant à lui, est organisé pour recevoir les invités de marque et organiser des réceptions ; cette fonction représentative se reflète principalement dans le traitements des éléments en bois (plafonds, escaliers avec garde-corps, portes, fenêtres, placards etc.),.
Ce qui caractérise les maisons de ville serbes de type balkanique, c'est-à-dire turco-oriental, c'est la présence d'une « cachette » abritant une pièce avec une icône et une « salle du lustre » ; on trouve ces éléments dans la maison de la famille Hristić,. On accédait à la cachette par le placard d'une pièce basse, tandis que, dans la salle des lustres, à l'est, se trouvait une petite iconoclaste éclairée par une lampe allumée lors des fêtes liturgiques orthodoxes.
La maison a servi de résidence à la famille jusqu'à l'entre-deux-guerres puis, au milieu du XXe siècle, elle a été rachetée par la municipalité et adaptée pour abriter le Musée de Ponišavlje,.